# ウィリアム・ドーズ (アメリカ独立戦争)
ウィリアム・ドーズ・ジュニア（英: William Dawes, Jr.、1745年4月5日 - 1799年2月25日）は、アメリカ独立戦争を勃発させたレキシントン・コンコードの戦いに先立って、イギリス軍の接近を植民地民兵に警告した3人のうちの1人である。

## 初期の経歴
ドーズは1745年4月5日に、ウィリアムとリディア（旧姓ブーン）のドーズ夫妻の子供として生まれ、ボストンのオールドサウスチャーチで洗礼を受けた。革なめし職人となり、ボストンの民兵隊で活動した。1768年5月3日、サミュエルとキャサリン（旧姓メアーズ）のメイ夫妻の娘メヒタベル・メイと結婚した。「ボストン・ガゼット」紙がドーズは結婚式で北アメリカで全て作られたスーツを着ていたと報じた。当時、ホイッグ党員（パトリオット）はイギリスの議会にタウンゼンド諸法を撤廃させる為に、イギリス製品のボイコット運動を組織しようとしていた。

## ボストン民兵隊での役割
1774年夏、ドーズはボストン民兵砲兵中隊にイギリス軍支配下にあった4門の小型大砲を確保させる提唱者だった可能性がある。1775年2月、マサチューセッツ植民地議会は確かにそれらの武器のうち2門をボストンから出しておく時だとドーズに伝言を送っていた。

### 真夜中の騎行

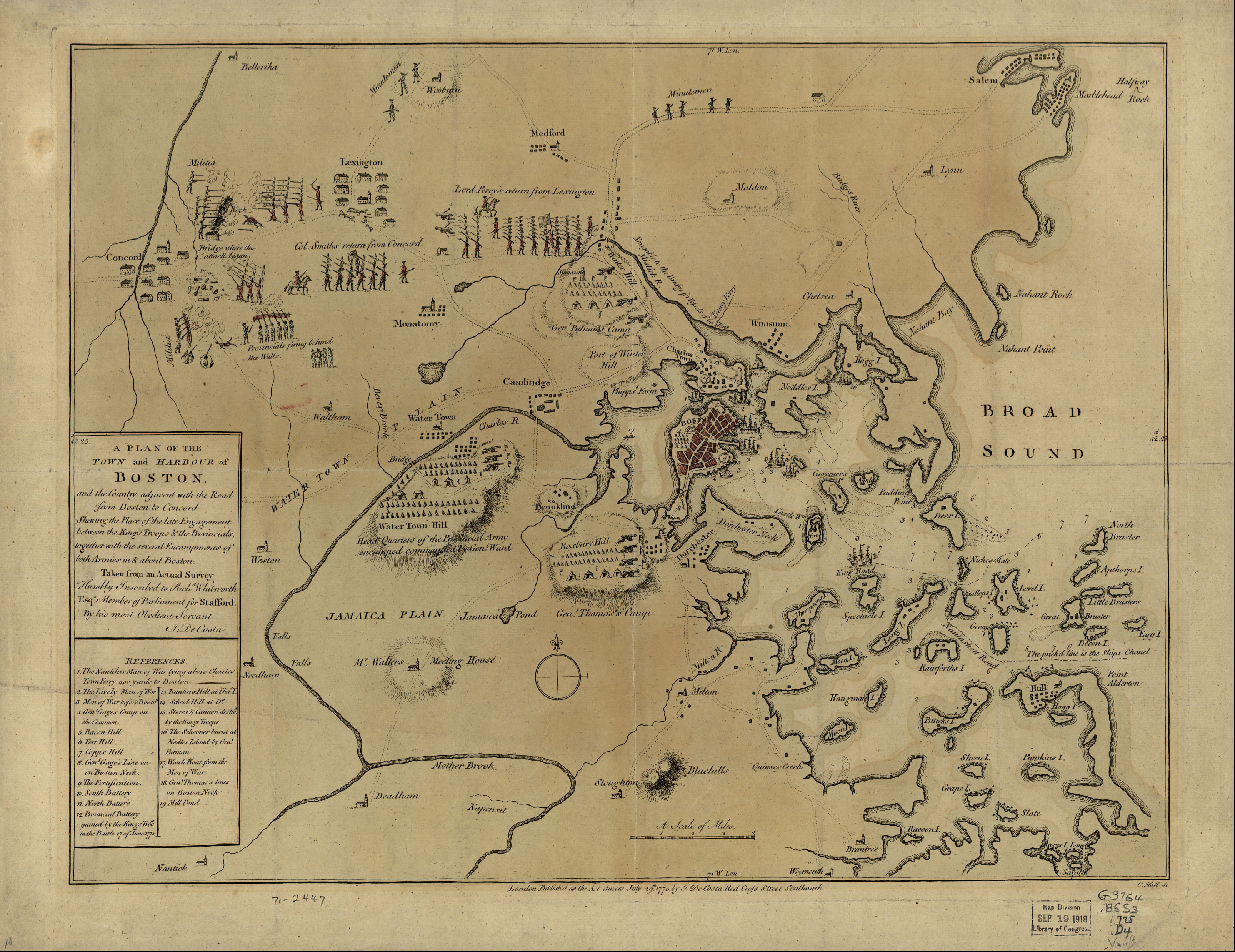
レキシントン・コンコードの戦いとボストン包囲戦を表す1775年の地図。中央の島のような所がボストン市であり、その南西に細く繋がっているのがドーズの通ったボストン・ネックである。（地図には一部不正確なところがある)

1775年4月18日の夜、イギリス軍の部隊が田園部に行軍して行くことが明らかになった時に、ジョセフ・ウォーレン博士がボストンからレキシントンまで馬で向かう役割をドーズに宛てた。ドーズの任務はジョン・ハンコックとサミュエル・アダムズに逮捕される危険性があるのを警告することだった。ドーズはボストン・ネックを抜けてボストンから陸路を行く経路を選び、軍隊が町を封鎖する直前に出発した。
やはりウォーレン博士の下で動いていたポール・リビアが、別の騎手にチャールズ川を渡ったチャールズタウンで待機させ、オールドノースチャーチに掛けられた提灯の数でイギリス軍の進む経路を知らされるよう手配していた。この伝言が伝わったことを確認したリビアは船で川を漕ぎ渡り、自身も西への騎行を開始した。後に詩人のヘンリー・ワズワース・ロングフェローが『ポール・リビアの騎行』という歴史的には不正確な詩を作った。この詩は全体にリビアに焦点を当てており、その夜に警告を伝えた多くの騎手たちの中でも立役者に仕立てている。
ドーズとリビアはレキシントンのハンコック・クラーク・ハウスに、夜半を過ぎたころにほぼ同時に到着した。実際にはリビアが少しばかり早く着いた。リビアは途中の町で民兵隊の士官達に話をするために立ち止まったりしていたが、リビアの採った道のほうが短く、また彼の馬が速かった。アダムズとハンコックに立ち去るよう警告した後、リビアとドーズはイギリス軍の目的がコンコードであった場合に備えてそこまで進むことにした。リビアは、ドーズが確保に貢献した大砲を含めた武器弾薬を植民地議会がそこに貯蔵したことを疑いも無く知っていた。その途中で2人は地元の若い医者であるサミュエル・プレスコットと出会い、プレスコットも2人に加わった。
レキシントンとコンコードの間の道で騎乗したイギリス軍士官の1隊が待っていた。彼らは既に軍隊に関する報せを持って西に向かう騎手を何人か逮捕しており、ドーズ、リビアおよびプレスコットにも停止するよう要求した。3人はそれぞれ異なる方向に馬で駆け、誰かが逃げ遂せることを期待した。ドーズがその子供達に語った話に拠れば、叫びながら1軒の家の庭に駆け込み、そこにいた士官2人をおびき寄せた。待ち伏せされることを恐れたその士官達は追跡を止めた。しかし、ドーズの馬がドーズを振り落としたのでレキシントンまで歩いて戻るしかなくなった。ドーズは後に、翌朝その庭に戻って見ると、ポケットから落としていた時計を見つけたと語った。その他のことでは、レキシントン・コンコードの戦いの間のドーズの行動は不明のままである。
ドーズとその仲間達の警告で、アメリカ独立戦争で最初の戦闘に町の民兵達が十分な勢力を集めることができ、植民地側の最初の勝利に結び付けられた。イギリス軍は破壊する為に行軍してきた武器の大半を見つけないまま、ボストンに引き返す間にゲリラ的銃火のためにかなりの損失を蒙った。

### 補給係将校
ドーズは独立戦争中にマサチューセッツの中部で補給係将校を務めた。サラトガの戦いで捕獲されたイギリス兵捕虜達が、イギリス議会にドーズの渡す物資が足りないと不平を言った。行軍中の軍隊の多くがよくやるように、イギリス軍はボストン行軍中に農夫から物を盗んでいたとドーズが考えていると、その家族が反論した。

## その後の人生

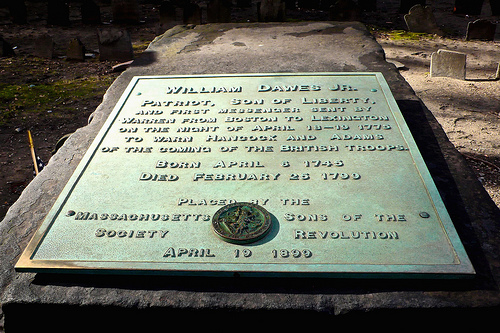
ボストンのキングスチャペル墓地にあるドーズの墓石

ドーズの妻は1793年に死んだ。ドーズは1799年2月25日にマサチューセッツのマールボロで死んだ。ドーズはボストンのキングスチャペル墓地に埋葬されていると信じられているが、その遺骸はジャマイカ・プレインにあるフォレストヒルズ墓地の妻の家族の墓所に移葬された可能性がある。
ドーズの玄孫であるチャールズ・ゲイツ・ドーズはアメリカ合衆国副大統領を務めた。

## 遺産
ヘンリー・ワズワース・ロングフェローの詩『ポール・リビアの騎行』は現代の歴史家達によってその夜の出来事におけるリビアの役割を過大に伝えていると批判されてきた。リビアも良くやったかも知れないが、ドーズとプレスコットもその役割を十分に成功させた。1896年、ヘレン・F・ムーアはウィリアム・ドーズが忘れられて来ていることにがっかりし、ロングフェローの詩のパロディ『ウィリアム・ドーズの真夜中の騎行』を作った。
リビアとドーズの功績と伝説の違いはマルコーム・グラッドウェルの著作『転換点』で検討され、リビアは人と人を繋ぐ者と分類されるのに対し、ドーズは「普通の人」だったと結論付けた。
ドーズの騎行は、ケンブリッジのハーバード広場にあるガーデンストリートとマサチューセッツ・アベニュー交差点ので、「ドーズの島」と呼ばれる人通りの多い安全地帯に記念されている。その一帯をドーズが通ったことが歩道に埋め込まれた青銅製馬蹄で表され、その名前、日付および歴史的表示を示す碑文と共に蹄跡が残されている。この碑は真夜中の騎行から200年後の1975年に除幕された。